# Борисоглебский район (Ярославская область)
Борисогле́бский райо́н— административно-территориальная единица (район) и муниципальное образование (муниципальный район) в составе Ярославской области Российской Федерации.
Административный центр — посёлок городского типа Борисоглебский.

## География
Площадь 1750 км² (12-е место среди районов). Район граничит на севере с Большесельским, на северо-востоке — с Ярославским и Гаврилов-Ямским, на востоке — с Ростовским, на юге — с Переславским, на западе — с Угличским районами Ярославской области.
Основные реки — Устье, Могза.

## История
Район образован постановлением ВЦИК от 10 июня 1929 года в составе Ярославского округа Ивановской промышленной области из Борисоглебской волости и части Березниковской волости Ростовского уезда, Ильинской волости Ярославского уезда, Неверковской, Калининской и Высоковской волостей Угличского уезда. В район вошли сельсоветы Березниковский, Воронинский, Вощажниковский, Высоковский, Губачевский, Давыдовский, Демьяновский, Зачатьевский, Звенячевский, Кондаковский, Коробцевский, Красновский, Ляховский, Михайловский, Неверковский, Покромитовский, Селищенский, Степановский, Сущевский, Тарасовский, Титовский I, Титовский II, Тюфеевский, Уславцевский. В 1932 году в район были переданы Раменский, Титовский III и Ширинский сельсоветы Ярославского района, тогда же Титовский II сельсовет переименован в Яшкуровский. В 1933 году ликвидирован Покромитовский сельсовет. В 1935 году во вновь образованный Петровский район были переданы сельсоветы: Березниковский, Воронинский, Зачатьевский, Покровский; во вновь образованный Большесельский района — Тарасовский сельсовет.
11 марта 1936 года район вошел в состав вновь образованной Ярославской области. В 1939 году Ширинский сельсовет перечислен в Ярославский район. 17 марта 1944 года Звенячевский, Раменский и Титовский сельсоветы переданы в новый Курбский район. В 1945 году Высоковский, Губачевский и Яшкуровский сельсоветы перечислены во вновь образованный Ильинский район. В 1954 году в районе было проведено объединение некоторый сельсоветов: Титовский I и Осиповский слились в Титовский; Давыдовский и Кондаковский — в Давыдовский; Тюфеевский и Коробцовский — в Щуровский; Ляховский, Степановский и Сущевский — в Андреевский; Вощажниковский и Уславцевский — в Вощажниковский; Николо-Бойский и Демьяновский — в Яковцевский; Селищенский и Красновский — в Селищенский; Неньковский и Михайловский — в Пестовский. В 1957 году в связи с ликвидацией Курбского района в Борисоглебский район переданы Титовский и Раменский сельсоветы. В 1959 году в связи с ликвидацией Ильинского района в состав района вошел Высоковский сельсовет, Пестовский сельсовет переименован в Краснооктябрьский. В связи с упразднением Петровского района в район включены Зачатьевский и Покровский сельсоветы.
1 февраля 1963 года Борисоглебский район был ликвидирован, его территория вошла в Ростовский сельский район. 12 января 1965 года Борисоглебский район был восстановлен, в его состав вошли рабочий посёлок Борисоглебский и сельсоветы: Андреевский, Вощажниковский, Высоковский, Давыдовский, Зачатьевский, Краснооктябрьский, Неверковский, Покровский, Раменский, Селищенский, Титовский I, Титовский II, Щуровский и Яковцевский.
С 1 января 2005 года в соответствии с законом Ярославской области № 65-з от 21 декабря 2004 года «О наименованиях, границах и статусе муниципальных образований Ярославской области» в составе района образованы 5 сельских поселений: Андреевское, Борисоглебское, Вощажниковское, Высоковское, Инальцинское.

## Население
| 1939    | 1959    | 1970    | 1979    | 1989    | 2002    | 2007    | 2009    | 2010    |
| ------- | ------- | ------- | ------- | ------- | ------- | ------- | ------- | ------- |
| 39 702  | ↘27 374 | ↘20 879 | ↘17 991 | ↘15 967 | ↘14 847 | ↘12 820 | ↗13 369 | ↘12 630 |
| 2011    | 2012    | 2013    | 2014    | 2015    | 2016    | 2017    | 2018    | 2019    |
| ↘12 619 | ↗12 660 | ↗12 661 | ↗12 662 | ↘12 495 | ↘12 298 | ↘11 876 | ↘11 850 | ↘11 817 |
| 2020    | 2021    |         |         |         |         |         |         |         |
| ↘11 780 | ↗12 005 |         |         |         |         |         |         |         |

### Урбанизация
Городское население (рабочий посёлок Борисоглебский) составляет 45,42 % от всего населения района.

### Национальный состав
По итогам переписи населения 2020 года проживали следующие национальности (национальности менее 0,1 % и другое, см. в сноске к строке «Другие»):
| Национальность | Численность, чел. | Доля     |
| -------------- | ----------------- | -------- |
| Русские        | 11 411            | 95,05 %  |
| Азербайджанцы  | 92                | 0,77 %   |
| Украинцы       | 81                | 0,67 %   |
| Узбеки         | 71                | 0,59 %   |
| Армяне         | 42                | 0,35 %   |
| Татары         | 27                | 0,22 %   |
| Таджики        | 26                | 0,22 %   |
| Молдаване      | 14                | 0,12 %   |
| Белорусы       | 13                | 0,11 %   |
| Другие         | 228               | 1,90 %   |
| Итого          | 12 005            | 100,00 % |

## Административное деление
Борисоглебский район как административно-территориальная единица области включает 12 сельских округов и 1 рабочий посёлок (посёлок городского типа).
Борисоглебский муниципальный район в рамках организации местного самоуправления включает 5 муниципальных образований со статусом сельского поселения.
| Административно- территориальная единица | Административный центр | Муниципальное образование         | Административный центр | Количество населённых пунктов | Население (чел.) | Площадь (км²) |                             |                |                                |                |    |       |        |
| ---------------------------------------- | ---------------------- | --------------------------------- | ---------------------- | ----------------------------- | ---------------- | ------------- | --------------------------- | -------------- | ------------------------------ | -------------- | -- | ----- | ------ |
| Административно- территориальная единица | Административный центр | Муниципальное образование         | Административный центр | Количество населённых пунктов | Население (чел.) | Площадь (км²) | Демьяновский сельский округ | д. Андреевское | Андреевское сельское поселение | д. Андреевское | 33 | ↘1002 | 180,80 |
| Яковцевский сельский округ               | с. Яковцево            |                                   |                        |                               |                  |               |                             |                | Андреевское сельское поселение | д. Андреевское | 33 | ↘1002 | 180,80 |
| рп Борисоглебский                        | рп Борисоглебский      | Борисоглебское сельское поселение | рп Борисоглебский      | 41                            | ↗6592            | 221,75        |                             |                |                                |                |    |       |        |
| Краснооктябрьский сельский округ         | п. Красный Октябрь     | Борисоглебское сельское поселение | рп Борисоглебский      | 41                            | ↗6592            | 221,75        |                             |                |                                |                |    |       |        |
| Селищенский сельский округ               | рп Борисоглебский      | Борисоглебское сельское поселение | рп Борисоглебский      | 41                            | ↗6592            | 221,75        |                             |                |                                |                |    |       |        |
| Вощажниковский сельский округ            | с. Вощажниково         | Вощажниковское сельское поселение | с. Вощажниково         | 62                            | ↗2107            | 572,12        |                             |                |                                |                |    |       |        |
| Неверковский сельский округ              | с. Неверково           | Вощажниковское сельское поселение | с. Вощажниково         | 62                            | ↗2107            | 572,12        |                             |                |                                |                |    |       |        |
| Раменский сельский округ                 | д. Сигорь              | Вощажниковское сельское поселение | с. Вощажниково         | 62                            | ↗2107            | 572,12        |                             |                |                                |                |    |       |        |
| Высоковский сельский округ               | с. Высоково            | Высоковское сельское поселение    | с. Высоково            | 68                            | ↘1100            | 419,06        |                             |                |                                |                |    |       |        |
| Давыдовский сельский округ               | с. Давыдово            | Высоковское сельское поселение    | с. Высоково            | 68                            | ↘1100            | 419,06        |                             |                |                                |                |    |       |        |
| Андреевский сельский округ               | д. Инальцино           | Инальцинское сельское поселение   | д. Инальцино           | 69                            | ↗1204            | 337,56        |                             |                |                                |                |    |       |        |
| Покровский сельский округ                | с. Покровское          | Инальцинское сельское поселение   | д. Инальцино           | 69                            | ↗1204            | 337,56        |                             |                |                                |                |    |       |        |
| Щуровский сельский округ                 | с. Щурово              | Инальцинское сельское поселение   | д. Инальцино           | 69                            | ↗1204            | 337,56        |                             |                |                                |                |    |       |        |

## Населённые пункты
Всего в районе насчитывается 273 населённых пункта, в том числе один городской (рабочий посёлок) и 272 сельских населённых пункта.
| №   | Населённый пункт  | Тип             | Население (чел.) | Сельский округ    | Сельское поселение |
| --- | ----------------- | --------------- | ---------------- | ----------------- | ------------------ |
| 1   | Аверково          | деревня         | →2               | Раменский         | Вощажниковское     |
| 2   | Аксеньково        | деревня         | ↘0               | Раменский         | Вощажниковское     |
| 3   | Акулово           | деревня         | ↘14              | Селищинский       | Борисоглебское     |
| 4   | Александрово      | деревня         | ↘9               | Щуровский         | Инальцинское       |
| 5   | Алексино          | деревня         | ↘12              | Высоковский       | Высоковское        |
| 6   | Алешкино          | деревня         | ↘20              | Давыдовский       | Высоковское        |
| 7   | Андреевское       | деревня         | ↘288             | Демьяновский      | Андреевское        |
| 8   | Андреевское       | село            | ↘51              | Андреевский       | Инальцинское       |
| 9   | Андрейцево        | деревня         | →0               | Неверковский      | Вощажниковское     |
| 10  | Антониха          | деревня         | ↘8               | Щуровский         | Инальцинское       |
| 11  | Архипово          | деревня         | ↘4               | Вощажниковский    | Вощажниковское     |
| 12  | Афонасово         | деревня         | →0               | Щуровский         | Инальцинское       |
| 13  | Баскачи           | деревня         | ↘3               | Щуровский         | Инальцинское       |
| 14  | Беглицево         | деревня         | →0               | Демьяновский      | Андреевское        |
| 15  | Бекренево         | деревня         | ↘10              | Демьяновский      | Андреевское        |
| 16  | Бережки           | деревня         | →0               | Неверковский      | Вощажниковское     |
| 17  | Березники         | деревня         | ↘5               | Андреевский       | Инальцинское       |
| 18  | Березники         | деревня         | ↘288             | Покровский        | Инальцинское       |
| 19  | Бечмерово         | деревня         | →3               | Высоковский       | Высоковское        |
| 20  | Боловино          | деревня         | ↘0               | Андреевский       | Инальцинское       |
| 21  | Большое Хвастово  | деревня         | ↘5               | Давыдовский       | Высоковское        |
| 22  | Борисовское       | село            | →0               | Раменский         | Вощажниковское     |
| 23  | Борисоглебский    | рабочий посёлок | ↗5453            |                   | Борисоглебское     |
| 24  | Бородино          | деревня         | ↘8               | Щуровский         | Инальцинское       |
| 25  | Борушка           | деревня         | ↘3               | Селищинский       | Борисоглебское     |
| 26  | Брюхово           | деревня         | →0               | Покровский        | Инальцинское       |
| 27  | Буйкино           | деревня         | ↘0               | Неверковский      | Вощажниковское     |
| 28  | Булаково          | деревня         | ↘46              | Яковцевский       | Андреевское        |
| 29  | Булдырица         | деревня         | →2               | Высоковский       | Высоковское        |
| 30  | Бурмакино         | деревня         | →0               | Вощажниковский    | Вощажниковское     |
| 31  | Варусово          | деревня         | ↘106             | Демьяновский      | Андреевское        |
| 32  | Верзино           | село            | ↘9               | Покровский        | Инальцинское       |
| 33  | Вертлово          | деревня         | ↗2               | Краснооктябрьский | Борисоглебское     |
| 34  | Веска             | село            | ↘18              | Вощажниковский    | Вощажниковское     |
| 35  | Власьево          | деревня         | →0               | Давыдовский       | Высоковское        |
| 36  | Внуково           | село            | →0               | Вощажниковский    | Вощажниковское     |
| 37  | Волосово          | деревня         | ↗12              | Андреевский       | Инальцинское       |
| 38  | Вощажниково       | село            | ↘585             | Вощажниковский    | Вощажниковское     |
| 39  | Высоково          | деревня         | ↘2               | Раменский         | Вощажниковское     |
| 40  | Высоково          | село            | ↘226             | Высоковский       | Высоковское        |
| 41  | Высочково         | деревня         | →0               | Неверковский      | Вощажниковское     |
| 42  | Гавино            | деревня         | ↗2               | Андреевский       | Инальцинское       |
| 43  | Георгиевское      | село            | ↘11              | Давыдовский       | Высоковское        |
| 44  | Глинка            | деревня         | ↘3               | Селищинский       | Борисоглебское     |
| 45  | Голубково         | деревня         | ↘1               | Вощажниковский    | Вощажниковское     |
| 46  | Голузино          | деревня         | →0               | Раменский         | Вощажниковское     |
| 47  | Гора Сипягина     | деревня         | ↘7               | Андреевский       | Инальцинское       |
| 48  | Горки             | деревня         | ↘23              | Давыдовский       | Высоковское        |
| 49  | Городище          | деревня         | →5               | Давыдовский       | Высоковское        |
| 50  | Горшково          | деревня         | →0               | Краснооктябрьский | Борисоглебское     |
| 51  | Григорово         | деревня         | ↘5               | Щуровский         | Инальцинское       |
| 52  | Губино            | деревня         | ↗2               | Покровский        | Инальцинское       |
| 53  | Давыдово          | село            | ↗84              | Давыдовский       | Высоковское        |
| 54  | Демьяны           | деревня         | ↘95              | Демьяновский      | Андреевское        |
| 55  | Денисьево         | деревня         | ↗10              | Вощажниковский    | Вощажниковское     |
| 56  | Дергалово         | деревня         | →0               | Покровский        | Инальцинское       |
| 57  | Деревеньки        | деревня         | ↘38              | Неверковский      | Вощажниковское     |
| 58  | Деревеньки        | село            | ↘2               | Высоковский       | Высоковское        |
| 59  | Добрынское        | деревня         | ↘6               | Демьяновский      | Андреевское        |
| 60  | Долгополово       | деревня         | ↘11              | Покровский        | Инальцинское       |
| 61  | Домнино           | деревня         | →0               | Высоковский       | Высоковское        |
| 62  | Дорки             | деревня         | ↗8               | Покровский        | Инальцинское       |
| 63  | Дубойково         | деревня         | →0               | Краснооктябрьский | Борисоглебское     |
| 64  | Душилово          | деревня         | ↘5               | Вощажниковский    | Вощажниковское     |
| 65  | Дьяконцево        | деревня         | ↗5               | Раменский         | Вощажниковское     |
| 66  | Дядьково          | деревня         | ↘4               | Селищинский       | Борисоглебское     |
| 67  | Емельянниково     | деревня         | ↘53              | Давыдовский       | Высоковское        |
| 68  | Ермолино          | деревня         | ↗8               | Андреевский       | Инальцинское       |
| 69  | Есеплево          | деревня         | ↗19              | Краснооктябрьский | Борисоглебское     |
| 70  | Жадимирово        | деревня         | ↗1               | Краснооктябрьский | Борисоглебское     |
| 71  | Заболотье         | деревня         | ↘1               | Давыдовский       | Высоковское        |
| 72  | Задубровье        | деревня         | ↘3               | Вощажниковский    | Вощажниковское     |
| 73  | Закедье           | село            | →0               | Вощажниковский    | Вощажниковское     |
| 74  | Заречье           | деревня         | →1               | Демьяновский      | Андреевское        |
| 75  | Зачатье           | село            | ↘103             | Щуровский         | Инальцинское       |
| 76  | Звенячево         | село            | →3               | Раменский         | Вощажниковское     |
| 77  | Звягино           | деревня         | ↘3               | Давыдовский       | Высоковское        |
| 78  | Зелёный Бор       | деревня         | →1               | Высоковский       | Высоковское        |
| 79  | Землево           | деревня         | →33              | Покровский        | Инальцинское       |
| 80  | Зманово           | деревня         | ↘16              | Давыдовский       | Высоковское        |
| 81  | Зубарево          | село            | →3               | Давыдовский       | Высоковское        |
| 82  | Зубово            | деревня         | ↗1               | Покровский        | Инальцинское       |
| 83  | Зубцово           | деревня         | →0               | Щуровский         | Инальцинское       |
| 84  | Иваново-Рудаково  | село            | ↘1               | Покровский        | Инальцинское       |
| 85  | Ивановское        | село            | ↗97              | Давыдовский       | Высоковское        |
| 86  | Ивашево           | деревня         | →12              | Андреевский       | Инальцинское       |
| 87  | Иверцево          | деревня         | →0               | Покровский        | Инальцинское       |
| 88  | Иевлево           | деревня         | ↘6               | Селищинский       | Борисоглебское     |
| 89  | Иевцево           | деревня         | ↘11              | Высоковский       | Высоковское        |
| 90  | Ильинское         | село            | →0               | Краснооктябрьский | Борисоглебское     |
| 91  | Ильково           | деревня         | →0               | Андреевский       | Инальцинское       |
| 92  | Инальцино         | деревня         | ↗161             | Андреевский       | Инальцинское       |
| 93  | Исаево            | деревня         | →0               | Щуровский         | Инальцинское       |
| 94  | Казариново        | деревня         | ↘0               | Давыдовский       | Высоковское        |
| 95  | Каликино          | деревня         | →0               | Неверковский      | Вощажниковское     |
| 96  | Камешково         | деревня         | ↗15              | Неверковский      | Вощажниковское     |
| 97  | Кедское           | деревня         | →0               | Вощажниковский    | Вощажниковское     |
| 98  | Кишкино           | деревня         | ↘2               | Селищинский       | Борисоглебское     |
| 99  | Клинцево          | деревня         | ↗23              | Неверковский      | Вощажниковское     |
| 100 | Кожлево           | деревня         | →0               | Давыдовский       | Высоковское        |
| 101 | Козино            | деревня         | ↘125             | Высоковский       | Высоковское        |
| 102 | Козлово           | деревня         | ↘4               | Яковцевский       | Андреевское        |
| 103 | Козлово           | деревня         | ↘8               | Покровский        | Инальцинское       |
| 104 | Комарово          | деревня         | ↗2               | Селищинский       | Борисоглебское     |
| 105 | Кондаково         | село            | ↘79              | Давыдовский       | Высоковское        |
| 106 | Кондитово         | деревня         | ↗1               | Демьяновский      | Андреевское        |
| 107 | Копытово          | деревня         | →0               | Яковцевский       | Андреевское        |
| 108 | Коробцово         | деревня         | ↘1               | Щуровский         | Инальцинское       |
| 109 | Коротылево        | деревня         | ↘2               | Давыдовский       | Высоковское        |
| 110 | Коскино           | деревня         | ↗3               | Селищинский       | Борисоглебское     |
| 111 | Костенчугово      | деревня         | ↘0               | Яковцевский       | Андреевское        |
| 112 | Костьяново        | деревня         | →0               | Покровский        | Инальцинское       |
| 113 | Красново          | село            | ↘151             | Селищинский       | Борисоглебское     |
| 114 | Краснораменье     | деревня         | →0               | Раменский         | Вощажниковское     |
| 115 | Красный Октябрь   | посёлок         | ↘451             | Краснооктябрьский | Борисоглебское     |
| 116 | Куземино          | деревня         | ↗1               | Демьяновский      | Андреевское        |
| 117 | Кузнечиха         | деревня         | ↘5               | Селищинский       | Борисоглебское     |
| 118 | Кузьмадино        | деревня         | ↘1               | Покровский        | Инальцинское       |
| 119 | Кузьминское       | деревня         | ↘0               | Щуровский         | Инальцинское       |
| 120 | Кузяево           | деревня         | ↗5               | Андреевский       | Инальцинское       |
| 121 | Куклино           | деревня         | ↗19              | Яковцевский       | Андреевское        |
| 122 | Кучеры            | деревня         | ↗31              | Давыдовский       | Высоковское        |
| 123 | Кушниково         | деревня         | ↘2               | Давыдовский       | Высоковское        |
| 124 | Лавреньково       | деревня         | ↘4               | Андреевский       | Инальцинское       |
| 125 | Ларионцево        | деревня         | ↘3               | Раменский         | Вощажниковское     |
| 126 | Ласково           | деревня         | ↘0               | Давыдовский       | Высоковское        |
| 127 | Латка             | посёлок         | ↗31              | Вощажниковский    | Вощажниковское     |
| 128 | Легково           | деревня         | →0               | Покровский        | Инальцинское       |
| 129 | Лекино            | деревня         | →1               | Давыдовский       | Высоковское        |
| 130 | Лехоть            | деревня         | ↘30              | Давыдовский       | Высоковское        |
| 131 | Лодыгино          | деревня         | →0               | Щуровский         | Инальцинское       |
| 132 | Лужки             | деревня         | →3               | Покровский        | Инальцинское       |
| 133 | Лянино            | деревня         | ↘0               | Давыдовский       | Высоковское        |
| 134 | Ляхово            | деревня         | ↘18              | Андреевский       | Инальцинское       |
| 135 | Маклоково         | деревня         | ↘16              | Андреевский       | Инальцинское       |
| 136 | Малахово          | село            | ↘12              | Неверковский      | Вощажниковское     |
| 137 | Малое Хвастово    | деревня         | ↘5               | Давыдовский       | Высоковское        |
| 138 | Марково           | село            | →2               | Раменский         | Вощажниковское     |
| 139 | Мартемьяново      | деревня         | →7               | Раменский         | Вощажниковское     |
| 140 | Маурино           | деревня         | ↗21              | Покровский        | Инальцинское       |
| 141 | Миново            | деревня         | →0               | Давыдовский       | Высоковское        |
| 142 | Мичково           | деревня         | ↘0               | Высоковский       | Высоковское        |
| 143 | Момотово          | деревня         | ↘33              | Высоковский       | Высоковское        |
| 144 | Монастырское      | деревня         | →0               | Покровский        | Инальцинское       |
| 145 | Мостищи           | посёлок         | ↗22              | Неверковский      | Вощажниковское     |
| 146 | Мясниково         | село            | ↗8               | Неверковский      | Вощажниковское     |
| 147 | Неверково         | село            | ↘157             | Неверковский      | Вощажниковское     |
| 148 | Неньково          | деревня         | ↘2               | Демьяновский      | Андреевское        |
| 149 | Никиткино         | деревня         | ↘19              | Щуровский         | Инальцинское       |
| 150 | Никифорцево       | деревня         | ↗7               | Вощажниковский    | Вощажниковское     |
| 151 | Никола-Березники  | село            | ↘1               | Вощажниковский    | Вощажниковское     |
| 152 | Никола-Бой        | село            | ↗9               | Яковцевский       | Андреевское        |
| 153 | Николо-Пенье      | село            | →0               | Краснооктябрьский | Борисоглебское     |
| 154 | Никульское        | село            | →0               | Неверковский      | Вощажниковское     |
| 155 | Никульское        | деревня         | ↗7               | Давыдовский       | Высоковское        |
| 156 | Новинки           | деревня         | ↗10              | Неверковский      | Вощажниковское     |
| 157 | Ново              | деревня         | ↗5               | Селищинский       | Борисоглебское     |
| 158 | Ново              | деревня         | →0               | Высоковский       | Высоковское        |
| 159 | Ново              | деревня         | ↘0               | Щуровский         | Инальцинское       |
| 160 | Ново-Павловское   | село            | ↘1               | Щуровский         | Инальцинское       |
| 161 | Новосёлка         | деревня         | ↘9               | Яковцевский       | Андреевское        |
| 162 | Новоселка         | деревня         | ↘9               | Краснооктябрьский | Борисоглебское     |
| 163 | Новоселка         | деревня         | ↘10              | Давыдовский       | Высоковское        |
| 164 | Новоселка         | село            | →6               | Покровский        | Инальцинское       |
| 165 | Оносово           | село            | →0               | Щуровский         | Инальцинское       |
| 166 | Опальнево         | деревня         | ↗47              | Селищинский       | Борисоглебское     |
| 167 | Ораново           | деревня         | →0               | Высоковский       | Высоковское        |
| 168 | Осипово           | деревня         | ↘0               | Краснооктябрьский | Борисоглебское     |
| 169 | Павлово           | деревня         | ↗5               | Яковцевский       | Андреевское        |
| 170 | Павлово           | село            | →0               | Краснооктябрьский | Борисоглебское     |
| 171 | Паникарово        | деревня         | →0               | Селищинский       | Борисоглебское     |
| 172 | Пахомово          | деревня         | ↗6               | Раменский         | Вощажниковское     |
| 173 | Переславцево      | село            | ↘33              | Высоковский       | Высоковское        |
| 174 | Пестово           | деревня         | ↘51              | Краснооктябрьский | Борисоглебское     |
| 175 | Петрилово         | деревня         | →29              | Высоковский       | Высоковское        |
| 176 | Петровка          | деревня         | ↘5               | Высоковский       | Высоковское        |
| 177 | Петряево          | деревня         | ↘2               | Давыдовский       | Высоковское        |
| 178 | Погорелка         | деревня         | ↗542             | Неверковский      | Вощажниковское     |
| 179 | Погорелка         | деревня         | →0               | Высоковский       | Высоковское        |
| 180 | Подлесново        | деревня         | →0               | Краснооктябрьский | Борисоглебское     |
| 181 | Покровское        | село            | ↘8               | Раменский         | Вощажниковское     |
| 182 | Покровское        | село            | ↘95              | Покровский        | Инальцинское       |
| 183 | Покромитово       | деревня         | ↘2               | Раменский         | Вощажниковское     |
| 184 | Поповка           | деревня         | →0               | Неверковский      | Вощажниковское     |
| 185 | Поповка           | деревня         | →2               | Раменский         | Вощажниковское     |
| 186 | Попово            | деревня         | ↗27              | Высоковский       | Высоковское        |
| 187 | Поповское         | деревня         | ↘14              | Высоковский       | Высоковское        |
| 188 | Поповское         | деревня         | ↗14              | Давыдовский       | Высоковское        |
| 189 | Протасьево        | село            | ↘60              | Демьяновский      | Андреевское        |
| 190 | Прудищи           | деревня         | →0               | Андреевский       | Инальцинское       |
| 191 | Прудищи           | деревня         | ↘0               | Щуровский         | Инальцинское       |
| 192 | Псарево           | деревня         | ↘2               | Андреевский       | Инальцинское       |
| 193 | Пукесово          | деревня         | →0               | Краснооктябрьский | Борисоглебское     |
| 194 | Пысково           | деревня         | ↘27              | Андреевский       | Инальцинское       |
| 195 | Рагуйлово         | деревня         | ↘7               | Высоковский       | Высоковское        |
| 196 | Раменка           | деревня         | →9               | Неверковский      | Вощажниковское     |
| 197 | Раменье           | деревня         | ↘17              | Раменский         | Вощажниковское     |
| 198 | Ратышино          | деревня         | →0               | Раменский         | Вощажниковское     |
| 199 | Реброво           | деревня         | →0               | Краснооктябрьский | Борисоглебское     |
| 200 | Редкошово         | деревня         | ↘36              | Краснооктябрьский | Борисоглебское     |
| 201 | Резанка           | деревня         | ↘125             | Давыдовский       | Высоковское        |
| 202 | Ременники         | деревня         | ↘17              | Высоковский       | Высоковское        |
| 203 | Родионово         | деревня         | →0               | Яковцевский       | Андреевское        |
| 204 | Рождествено       | село            | →0               | Андреевский       | Инальцинское       |
| 205 | Русиново          | деревня         | →0               | Высоковский       | Высоковское        |
| 206 | Сабурово          | деревня         | ↗6               | Демьяновский      | Андреевское        |
| 207 | Савинское         | село            | ↘7               | Высоковский       | Высоковское        |
| 208 | Свагуново         | деревня         | ↘13              | Селищинский       | Борисоглебское     |
| 209 | Селище            | деревня         | ↘202             | Селищинский       | Борисоглебское     |
| 210 | Семеновское       | село            | ↘3               | Вощажниковский    | Вощажниковское     |
| 211 | Сигорь            | деревня         | ↘83              | Раменский         | Вощажниковское     |
| 212 | Сильники          | деревня         | →0               | Краснооктябрьский | Борисоглебское     |
| 213 | Сносы             | деревня         | →0               | Яковцевский       | Андреевское        |
| 214 | Сосновка          | деревня         | →0               | Высоковский       | Высоковское        |
| 215 | Спас-Подгорье     | село            | ↘23              | Андреевский       | Инальцинское       |
| 216 | Старково          | деревня         | ↘10              | Высоковский       | Высоковское        |
| 217 | Старово           | деревня         | →0               | Раменский         | Вощажниковское     |
| 218 | Старово           | деревня         | ↘4               | Высоковский       | Высоковское        |
| 219 | Старово           | деревня         | ↗14              | Андреевский       | Инальцинское       |
| 220 | Старово-Подборное | деревня         | →0               | Селищинский       | Борисоглебское     |
| 221 | Старово-Смолино   | деревня         | ↘106             | Демьяновский      | Андреевское        |
| 222 | Староселье        | деревня         | ↘0               | Щуровский         | Инальцинское       |
| 223 | Старостино        | деревня         | →0               | Краснооктябрьский | Борисоглебское     |
| 224 | Стеблево          | деревня         | ↘0               | Демьяновский      | Андреевское        |
| 225 | Степаново         | деревня         | ↘21              | Андреевский       | Инальцинское       |
| 226 | Стрелка           | деревня         | ↘44              | Вощажниковский    | Вощажниковское     |
| 227 | Стрижово          | деревня         | →0               | Покровский        | Инальцинское       |
| 228 | Стройцино         | деревня         | ↗6               | Щуровский         | Инальцинское       |
| 229 | Супорганово       | деревня         | ↘2               | Раменский         | Вощажниковское     |
| 230 | Сущево            | село            | ↘93              | Андреевский       | Инальцинское       |
| 231 | Сытино            | деревня         | →0               | Демьяновский      | Андреевское        |
| 232 | Таковая           | деревня         | ↗3               | Яковцевский       | Андреевское        |
| 233 | Тарандаево        | деревня         | ↗5               | Яковцевский       | Андреевское        |
| 234 | Тарасово          | деревня         | ↘6               | Неверковский      | Вощажниковское     |
| 235 | Тархово           | деревня         | →0               | Покровский        | Инальцинское       |
| 236 | Теперское         | деревня         | ↘0               | Селищинский       | Борисоглебское     |
| 237 | Техтемерево       | деревня         | →0               | Яковцевский       | Андреевское        |
| 238 | Тимофейково       | деревня         | ↘0               | Высоковский       | Высоковское        |
| 239 | Титово            | село            | ↘77              | Яковцевский       | Андреевское        |
| 240 | Титово            | деревня         | ↘37              | Давыдовский       | Высоковское        |
| 241 | Трепарево         | деревня         | ↘19              | Щуровский         | Инальцинское       |
| 242 | Троицкое          | деревня         | ↗5               | Покровский        | Инальцинское       |
| 243 | Труфанцево        | деревня         | ↘2               | Раменский         | Вощажниковское     |
| 244 | Труфанцево        | деревня         | ↘4               | Высоковский       | Высоковское        |
| 245 | Туксаново         | деревня         | →13              | Андреевский       | Инальцинское       |
| 246 | Тумаково          | деревня         | ↗14              | Вощажниковский    | Вощажниковское     |
| 247 | Турово            | деревня         | ↘111             | Краснооктябрьский | Борисоглебское     |
| 248 | Тчаново           | деревня         | ↘0               | Раменский         | Вощажниковское     |
| 249 | Тюфеево           | деревня         | ↘23              | Высоковский       | Высоковское        |
| 250 | Уславцево         | село            | ↘6               | Вощажниковский    | Вощажниковское     |
| 251 | Усолово           | деревня         | →6               | Давыдовский       | Высоковское        |
| 252 | Федосьино         | деревня         | →4               | Демьяновский      | Андреевское        |
| 253 | Фоминское         | деревня         | →1               | Краснооктябрьский | Борисоглебское     |
| 254 | Фролово           | деревня         | →5               | Покровский        | Инальцинское       |
| 255 | Хаурово           | деревня         | ↘5               | Селищинский       | Борисоглебское     |
| 256 | Хмельники         | деревня         | ↘4               | Высоковский       | Высоковское        |
| 257 | Хмельники         | село            | ↗6               | Высоковский       | Высоковское        |
| 258 | Ховоры            | деревня         | →0               | Высоковский       | Высоковское        |
| 259 | Холманы           | деревня         | →0               | Раменский         | Вощажниковское     |
| 260 | Цымово            | деревня         | →0               | Раменский         | Вощажниковское     |
| 261 | Черницы           | деревня         | ↘0               | Демьяновский      | Андреевское        |
| 262 | Чернятино         | деревня         | ↘0               | Давыдовский       | Высоковское        |
| 263 | Чудиново          | деревня         | ↘0               | Яковцевский       | Андреевское        |
| 264 | Чухолза           | деревня         | ↗25              | Давыдовский       | Высоковское        |
| 265 | Шаньково          | деревня         | →0               | Высоковский       | Высоковское        |
| 266 | Шипино            | деревня         | →35              | Селищинский       | Борисоглебское     |
| 267 | Щурово            | село            | ↘132             | Щуровский         | Инальцинское       |
| 268 | Юренино           | деревня         | →0               | Вощажниковский    | Вощажниковское     |
| 269 | Юркино            | деревня         | ↘347             | Вощажниковский    | Вощажниковское     |
| 270 | Языково           | деревня         | ↘71              | Краснооктябрьский | Борисоглебское     |
| 271 | Яковцево          | село            | ↗191             | Яковцевский       | Андреевское        |
| 272 | Якшино            | деревня         | ↘0               | Андреевский       | Инальцинское       |
| 273 | Яшкурово          | деревня         | ↘4               | Высоковский       | Высоковское        |

### Упразднённые населённые пункты
В 2019 году упразднены деревни Басино Яковцевского сельского округа, Марьинское Высоковского сельского округа, Ревякино Раменского сельского округа.

## Герб и флаг
На гербе и флаге района, принятых 12 октября 1999 года, изображены два всадника в красно-зелёных одеяниях на чёрном и красном конях, с флажками на копьях. Они символизируют святых Бориса и Глеба, которым посвящён Ростовский Борисоглебский монастырь, вокруг которого возникли Борисоглебские слободы — нынешний поселок Борисоглебский, центр района. Автор герба — Константин Моченов (Химки), художник — Роберт Маланичев (Москва).

## Культура
В деревне Давыдово с 2004 года существует фольклорный ансамбль «Улейма». Многие участники коллектива являются зарегистрированными членами Российского фольклорного союза.

## Уроженцы района, удостоенные высших наград и званий
- Гребенский, Сергей Иванович (д. Глинка, 1914) — Герой Советского Союза.
- Бахвалов, Василий Петрович (с. Яковцево, 1914) — Герой Советского Союза.
- Воронов, Валентин Николаевич (д. Андреевка, 1915) — полный кавалер ордена Славы.